# Neuromarketing
Il neuromarketing è una branca di riferimento della cosiddetta neuroeconomia e indica una recente disciplina volta all'individuazione di canali di comunicazione più diretti ai processi decisionali d'acquisto, mediante l'utilizzo di metodologie legate alle scoperte delle neuroscienze; è una disciplina che fonde il marketing tradizionale (economia) con neurologia (medicina) e psicologia (scienze comportamentali) e si prefigge di illustrare ciò che accade nel cervello delle persone in risposta ad alcuni stimoli relativi a prodotti, marche o pubblicità con l'obiettivo di determinare le strategie che spingono all'acquisto. L'interessamento del sistema nervoso centrale, e in particolar modo delle zone cerebrali attive durante l'esecuzione del processo decisionale, sono all'origine della composizione del nome, coniato dal ricercatore olandese Ale Smidts nel 2002.

## Metodologie di studio
Il neuromarketing è strettamente legato all'utilizzo di tecniche di visualizzazione dell'attività cerebrale attraverso sistemi di risonanza magnetica funzionale (fMRI, Functional Magnetic Resonance Imaging) o di elettroencefalografia (EEG), per comprendere cosa effettivamente accada a livello neurocognitivo in risposta a determinati stimoli emozionali, spesso con finalità promozionali o pubblicitarie, al fine di determinare il livello di efficacia della comunicazione presa in esame.
L'efficacia dei risultati è perseguita attraverso:
- L'utilizzo di determinate tecniche di comunicazione nei messaggi;
- La forte personalizzazione dei messaggi in base al cliente obiettivo;
- La verifica con focus group di appartenenti al target cliente;
- La triangolazione dei dati raccolti attraverso altre metodologie.

## Finalità
Gli studi sul neuromarketing hanno lo scopo di comprendere quali siano i meccanismi di decisione d'acquisto dei prodotti, per chiarire "cosa ci porta all'acquisto", e non hanno alcuna relazione con la comunicazione subliminale, vietata proprio in virtù della scorrettezza nei confronti dell'acquirente. Le aziende hanno cominciato a interessarsi al neuromarketing a causa dell'inadeguatezza dei metodi usati tradizionalmente per determinare i meccanismi di preferenza e di decisione degli acquirenti; i vecchi metodi, infatti, spesso trascurano aspetti molto importanti come le emozioni e i ricordi, e sono generalmente fondati sul presupposto che i processi di scelta siano puntualmente riconoscibili e dichiarabili da parte dei soggetti che li sperimentano, presupposto che le ricerche hanno rivelato essere inesatto.
Nel web marketing, il neuromarketing gioca un ruolo cruciale nell'ottimizzazione delle strategie digitali, combinando un'analisi qualitativa basata su studi neuroscientifici con una verifica quantitativa attraverso strumenti di testing avanzati. Questo approccio consente di formulare ipotesi strategiche sulla base di principi scientifici consolidati e di testarle oggettivamente mediante l'A/B testing.
Il neuromarketing, grazie all’analisi delle risposte cognitive ed emotive degli utenti, permette di identificare stimoli visivi e testuali in grado di aumentare il coinvolgimento e le conversioni. Tuttavia, per validare l’efficacia di queste intuizioni, è fondamentale affiancare agli studi qualitativi un'indagine quantitativa che possa confermare, con dati concreti, quale versione di una pagina web, di una call to action o di un layout sia realmente più efficace.
L'A/B test, o split test, rappresenta il metodo più affidabile per questa verifica: vengono create due versioni di una stessa pagina, con variazioni mirate su elementi chiave come colori, testi, immagini o disposizioni degli elementi. I dati raccolti mostrano in modo oggettivo quale versione ottiene migliori performance in termini di conversioni, tempo di permanenza sulla pagina e interazione dell’utente.
L’integrazione tra neuromarketing e A/B testing consente di sfruttare sia l’analisi qualitativa che quella quantitativa, garantendo strategie di web marketing basate su insight neuroscientifici e validate da metriche concrete. Questo approccio metodologico migliora l'efficacia delle strategie digitali, aumentando il ritorno sull'investimento e ottimizzando l’esperienza utente in un’ottica di conversione e fidelizzazione.
Il neuromarketing applicato al turismo online, è una disciplina emergente che combina le neuroscienze con le tradizionali strategie di marketing per analizzare e influenzare in modo efficace il comportamento dei consumatori turistici. Grazie agli avanzamenti tecnologici, è diventato possibile utilizzare strumenti sofisticati come l'elettroencefalogramma (EEG), l'eye tracker e il Galvanic Skin Response (GSR) per comprendere con precisione quali aspetti di un sito web catturano maggiormente l'attenzione dei potenziali clienti e ne determinano le decisioni d'acquisto.
L'elettroencefalogramma (EEG) rappresenta uno degli strumenti più potenti nell'ambito del neuromarketing. Esso permette di monitorare l'attività cerebrale dei visitatori durante la navigazione sui siti turistici, identificando le aree del cervello che si attivano di fronte a specifici stimoli visivi, testuali o interattivi. Ad esempio, un EEG può rivelare quali immagini generano emozioni positive o negative, quali contenuti risultano cognitivamente più facili da elaborare e quali elementi provocano un maggior coinvolgimento emotivo. Queste informazioni sono fondamentali per ottimizzare la user experience, migliorando significativamente le performance economiche delle strutture ricettive.
Parallelamente, l'eye tracking consente di tracciare con estrema precisione i movimenti oculari degli utenti mentre esplorano un sito web turistico. Questo strumento registra dove si posa lo sguardo, quanto tempo un visitatore dedica a ciascun elemento della pagina e quali sono le aree ignorate. L'eye tracking è particolarmente utile per valutare l'efficacia di layout, immagini, testi e call-to-action, evidenziando le sezioni più attraenti e quelle che necessitano di miglioramenti per incrementare l'efficacia comunicativa. Ad esempio, studi di eye tracking hanno dimostrato che immagini con volti umani attraggono immediatamente lo sguardo dei visitatori e aumentano il tempo di permanenza sul sito, migliorando di conseguenza le probabilità di conversione.
Un altro strumento fondamentale nel neuromarketing è il Galvanic Skin Response (GSR), che misura la risposta galvanica della pelle, ovvero la variazione della conduttività elettrica provocata da cambiamenti emotivi inconsci. Il GSR offre la possibilità di quantificare in tempo reale il livello di stress, eccitazione o coinvolgimento emotivo che il visitatore prova durante l'interazione con il sito web. La combinazione del GSR con EEG e eye tracking permette di ottenere un quadro estremamente dettagliato delle risposte emozionali e cognitive degli utenti, consentendo di individuare con precisione gli elementi del sito che generano emozioni positive e riducono le frizioni nel processo decisionale.
Questi strumenti di neuromarketing strumentale si traducono concretamente in un significativo incremento delle performance dei siti internet delle strutture ricettive. Attraverso l'analisi accurata delle reazioni degli utenti, infatti, è possibile progettare esperienze digitali altamente personalizzate, capaci di rispondere perfettamente alle aspettative e ai bisogni emotivi dei visitatori. Ad esempio, migliorando l'usabilità del sito, semplificando i percorsi di navigazione e rendendo immediatamente disponibili informazioni essenziali, le strutture ricettive possono aumentare considerevolmente il tasso di conversione delle prenotazioni dirette.
Non meno rilevante è la capacità del neuromarketing di individuare rapidamente le criticità che limitano il successo di una piattaforma online, permettendo interventi mirati ed efficaci. La continua ottimizzazione basata su dati scientifici permette non solo di migliorare le performance commerciali, ma anche di costruire una brand experience coerente e memorabile, fondamentale per la fidelizzazione dei clienti.

## Limiti della disciplina
Martin Lindstrøm, autore del libro «Neuromarketing. Attività cerebrale e comportamenti d'acquisto», mette in evidenza l’utilità del neuromarketing per le aziende, aggiungendo tuttavia che questa disciplina presenta dei limiti che riguardano l’incompleta comprensione che si ha ancora del funzionamento del cervello umano, come ammettono diversi esperti del settore tra cui Marlene Behrmann. Si può dedurre, allora, che i progressi nel campo del neuromarketing sono strettamente legati all’evoluzione delle scienze cognitive.
Se da un lato è possibile oggi ottenere una grande quantità di dati molto accurati, come immagini di alta qualità del cervello umano e la sua attività in tempo reale, dall’altro questo progresso tecnologico non procede di pari passo con la capacità di interpretare i dati ottenuti.
Sorgono quindi dei problemi che riguardano l’eccessiva semplificazione da parte dei media dei reali processi che sottostanno alle decisioni e al comportamento dei consumatori; spesso, infatti, per rendere l’informazione accessibile al pubblico vengono diffuse notizie poco accurate e semplicistiche sul reale funzionamento del cervello. Per questo motivo sono sorte alcune critiche e riflessioni, all’interno della comunità scientifica delle neuroscienze e della psicologia del consumo, da parte di autori come H. Plassmann e collaboratori che avvertono circa i potenziali problemi associati a interpretazioni poco accurate di studi e scoperte neuroscientifiche.